# بانکسیا غولی
بانکسیای غولی(نام علمی: Banksia grandis) نام یک گونه از سرده بانکسیا است.